# Lopera
Lopera és un municipi de la província de Jaén (Espanya), amb 3.976 habitants (INE 2005).